# Grace Prendergast
Grace Prendergast (Christchurch, 30 juni 1992) is een Nieuw-Zeelands roeister.
Prendergast won samen met Kerri Gowler tijdens de spelen van Tokio de gouden medaille in de twee-zonder. Op dezelfde spelen won zij ook de zilveren medaille in de acht.
Prendergast werd samen met Gowler tweemaal wereldkampioen in de twee-zonder en won tweemaal de zilveren medaille. Prendergast werd in 2014 wereldkampioen in de vier-zonder en in 2019 in de acht.

## Resultaten

### Olympische Zomerspelen
| Jaar | Plaats         | Resultaten                     |
| ---- | -------------- | ------------------------------ |
| 2016 | Rio de Janeiro | 4e in de acht                  |
| 2021 | Tokio          | in de twee-zonder · in de acht |

### Wereldkampioenschappen roeien
| Jaar | Plaats              | Resultaten                     |
| ---- | ------------------- | ------------------------------ |
| 2013 | Chungju             | 7e in de acht                  |
| 2014 | Amsterdam           | in de vier-zonder              |
| 2015 | Aiguebelette-le-Lac | in de twee-zonder · in de acht |
| 2017 | Sarasota            | in de twee-zonder              |
| 2018 | Plovdiv             | in de twee-zonder              |
| 2019 | Ottensheim          | acht · in de twee-zonder       |
| 2022 | Račice              | in de twee-zonder              |

1976: Sijka Kelbetsjeva & Stojanka Groejtsjeva ·
1980: Ute Steindorf & Cornelia Klier ·
1984: Rodica Arba & Elena Horvat ·
1988: Rodica Arba & Olga Homeghi ·
1992: Marnie McBean & Kathleen Heddle ·
1996: Megan Still & Kate Slatter ·
2000: Georgeta Damian & Doina Ignat ·
2004: Georgeta Damian & Viorica Susanu ·
2008: Georgeta Andrunache-Damian & Viorica Susanu ·
2012: Helen Glover & Heather Stanning ·
2016: Helen Glover & Heather Stanning ·
2020: Grace Prendergast & Kerri Gowler ·
2024: Ymkje Clevering & Veronique Meester